# Дезінсекція

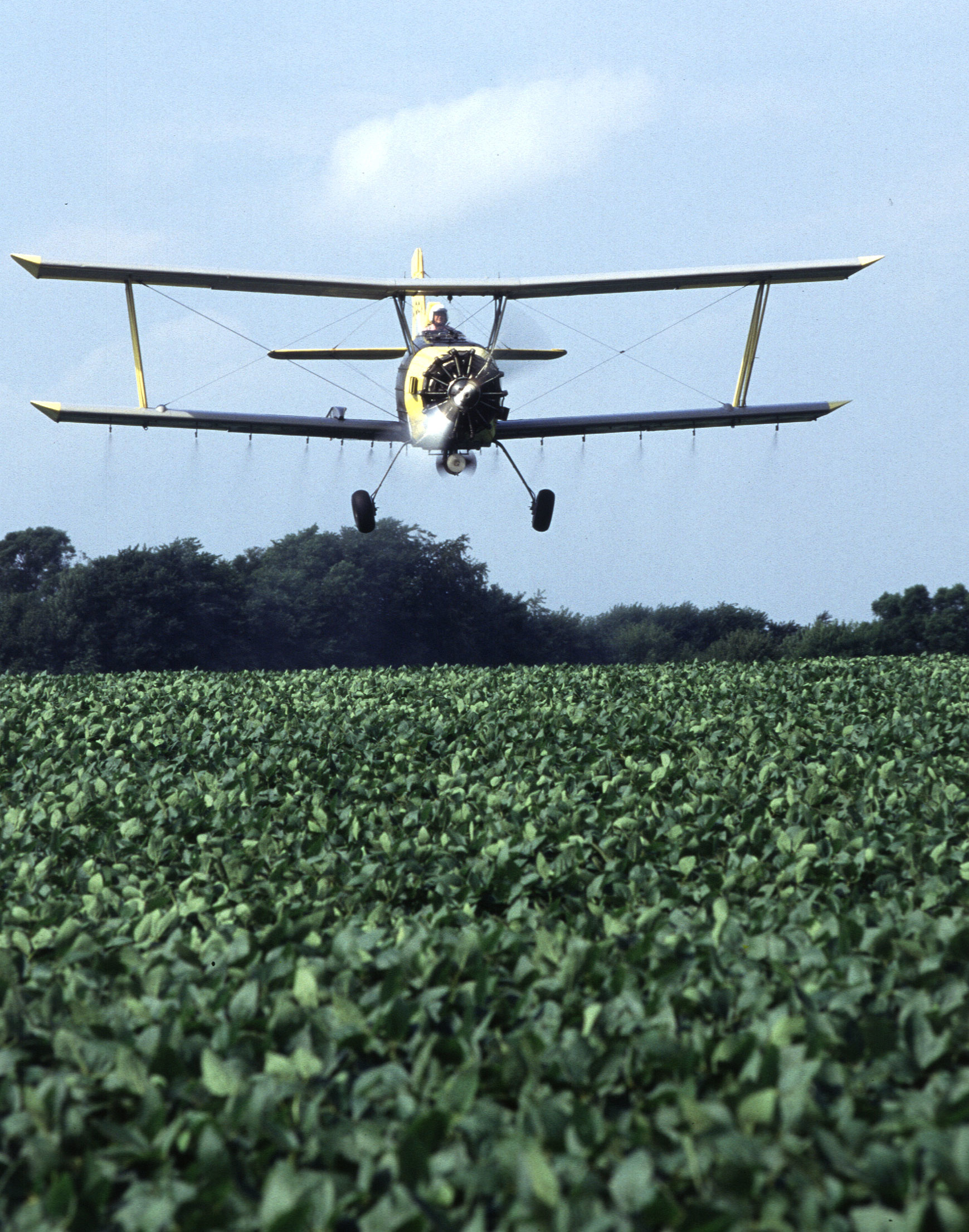
Сільськогосподарський літак проводить дезінсекцію.

Дезінсе́кція (фр. dés- видалення, знищення + лат. insectum - комаха) — комплекс профілактичних і винищувальних заходів, спрямованих на винищення або зменшення кількості комах (тарганів, мурах, клопів, бліх, комарів, мух, вошей, молі, ос тощо) та інших членистоногих (кліщів, павуків тощо), які мають епідеміологічне і санітарно-гігієнічне значення.

## Способи дезінсекції
Дезінсекційні заходи умовно ділять на профілактичні та винищувальні.
До профілактичних дезінсекційних заходів відносять утримання в чистоті жител і підсобних приміщень, оснащення віконних і дверних прорізів сітками, розчищення дрібних водойм і ариків і ін.
Винищувальні дезінсекційні заходи проводять фізичними та хімічними засобами.
1. Хімічний: застосування розчинів хлоро-, карбо-, метафосу.
2. Фізичний: використання сухожарових камер.Для цих цілей, крім дезінфекційних камер та фізичних засобів, широко застосовуються отрути, звані інсектицидами, серед яких можна назвати гексахлоран (гексахлорциклогексан), карбофос, метилацетофос, альфакрон (фосфотіоат), альцестін, інсорбцід-МП та інші.